# Hank Sauer
Henry John Sauer (ur. 17 marca 1917, zm. 24 sierpnia 2001) – amerykański baseballista, który występował na pozycji zapolowego przez 15 sezonów w Major League Baseball.
W 1937 podpisał kontrakt z klubem farmerskim New York Yankees Butler Yankees, w którym występował przez dwa lata; w 1939 grał w Akron Yankees. W październiku 1939 przeszedł do Birmingham Barons, rezerw Cincinnati Reds. W MLB zadebiutował w zespole Reds 9 września 1941 w meczu przeciwko Boston Braves, w którym zaliczył dwa uderzenia i zdobył runa. Podczas jednego ze spotkań rozgrywanych w ramach spring training w 1942 roku, nie złapał piłki po oślepieniu przez słońce i w efekcie menadżer Cincinnati Reds Bill McKechnie wysłał go do rezerw Syracuse Chiefs by nabrał doświadczenia. W 1943 i 1944 podczas II wojny światowej służył w straży przybrzeżnej. Po powrocie do gry w sezonie 1945 zerwał ścięgna w kostce i przez kolejne dwa lata ponownie występował w Syracuse Chiefs.
W czerwcu 1949 roku w ramach wymiany przeszedł do Chicago Cubs. Rok później, w wieku 33 lat, po raz pierwszy wystąpił w Meczu Gwiazd. W sezonie 1952 wraz z Ralphem Kinerem z Pittsburgh Pirates zwyciężył w National League w klasyfikacji pod względem zdobytych home runów (37) i miał najwięcej zaliczonych RBI (121), poza tym z drugim w lidze slugging percentage (0,531) oraz 31 zdobytymi doubles (4. wynik w lidze), został wybrany najbardziej wartościowym zawodnikiem.
Występował jeszcze w St. Louis Cardinals i New York/San Francisco Giants. Po zakończeniu kariery był członkiem sztabu szkoleniowego w klubie San Francisco Giants. Zmarł 24 sierpnia 2001 na zawał serca w wieku 84 lat.
| Nagroda/wyróżnienie | Lata       | Źródło |
| MVP National League | 1952       | [ 7 ]  |
| 2× All-Star         | 1950, 1952 | [ 3 ]  |